# Charles Deering Estate
La Charles Deering Estate  es una casa histórica ubicada en Cutler, Florida. La Charles Deering Estate se encuentra inscrito  en el Registro Nacional de Lugares Históricos desde el 11 de marzo de 1986.  

## Ubicación
La Charles Deering Estate se encuentra dentro del condado de Miami-Dade en las coordenadas 25°36′57″N 80°18′38″O / 25.615833, -80.310556.